# Tadeusz Strumff
Tadeusz Strumff (ur. 12 kwietnia 1933 w Warszawie, zm. 12 kwietnia 2025 tamże) – polski pisarz, reporter i publicysta. 

## Życiorys
W 1951 roku ukończył Państwowe Gimnazjum i Liceum im. Stefana Batorego w Warszawie. Absolwent polonistyki Uniwersytetu Warszawskiego (magisterium 1955). Wykładowca języka polskiego na Uniwersytecie Pekińskim, następnie w Pekińskim Instytucie Języków Obcych (1955-57). Po powrocie do kraju pracował w dwutygodniku Współczesność (1958-1971) jako kierownik działu reportażu, sekretarz redakcji – z przerwą na pobyt w Bogatyni, gdzie pracował na stanowisku inspektora ds. kulturalnych w Kombinacie Górniczo-Energetycznym „Turów” (1961-62). Po zamknięciu Współczesności był krótko kierownikiem działu reportażu w tygodniku Literatura. Od 1972 do 1990 pracował w dzienniku Trybuna Ludu jako kierownik działu reportażu, a następnie reporter i publicysta. Od 1990 na emeryturze. 

## Wybrane publikacje
Debiutował w 1950 wierszami „Sprawny do pracy i obrony” i „Do kolegi Hansa list otwarty” w Sztandarze Młodych, gdzie publikował także prozę, artykuły i recenzje (1952-53). Za swój właściwy debiut uważa opowiadanie pt. „Przyjaciele” w Almanachu Literackim „Iskier” (1954). W 1953-56 publikował reportaże i artykuły w Po Prostu. Był laureatem licznych nagród w konkursach na reportaż.
Wydał m.in.: 
- Żółte rzeki, Książka i Wiedza 1961, 297 s. - reportaże z Chin,
- Półwysep T, Książka i Wiedza 1964, 358 s. - reportaże z budowy kopalni i elektrowni „Turów”,
- Każdego dnia, Książka i Wiedza 1967, 158 s. - krótka powieść,
- Polak potrafi, Książka i Wiedza 1976, 245 s. - reportaże z budowy Huty „Katowice”,
- Franciszek Apryas, Iskry 1977, 69 s. - szkic biograficzny,
- Słodki rejs - krótka powieść, publ. we fragmentach we Współczesności, 1959,
- liczne reportaże w antologiach, m.in. Gorączka Ziemi (1963), Zagajnik (1965), Refleksje znad Nilu (1971).

Przełożył:
- Baśnie z piątej strony świata (Bajki chińskie) Wybór i przekład: Leszek Cyrzyk i Tadeusz Strumff. Nasza Księgarnia 1965, 212 s.

## Ordery i odznaczenia
- Złoty Krzyż Zasługi (1975)[3]
- Krzyż Oficerski Orderu Odrodzenia Polski (1984)[3]